# Cryptembia paraense
Cryptembia paraense is een insectensoort uit de familie Anisembiidae, die tot de orde webspinners (Embioptera) behoort. De soort komt voor in Brazilië.
Cryptembia paraense is voor het eerst wetenschappelijk beschreven door Ross in 2003.